# Níkos Koloboúrdas
Níkos Koloboúrdas ou Níkos Kolomboúrdas (en grec : Νίκος Κολομπούρδας) est un footballeur grec né le 25 avril 1972 à Gummersbach.

## Carrière
- 1992-1996 : FC Cologne -  Allemagne
- 1996-2000 : PAOK Salonique -  Grèce
- 2000-2002 : Iraklis Salonique -  Grèce
- 2003-2004 : Onísilos Sotíras -  Chypre